# 馬爾堡奇幻秀
馬爾堡奇幻秀是波蘭的一個街頭藝術節。該活動始於2009年，定期在每年八月舉辦。活動期間，馬爾堡的著名城堡成為各項活動最美麗的背景，市中心及馬爾堡城堡周邊隨處可見街頭藝人及雜技、音樂和戲劇表演者。表演內容獨特，充滿吸引力，適合所有年齡層觀賞。主辦單位在市中心設置魔法花園區，讓小朋友欣賞色彩繽紛的動畫，參與各種活動。入夜後，照明與燈光會照亮馬爾堡市中心。活動高潮則是煙火表演、夜間光雕秀及動態地圖，搭配現場音樂和間歇噴水秀。

## 外部連結
2018馬爾堡奇幻秀 （页面存档备份，存于）